# Matthew Selt
Matthew Selt est un joueur de snooker professionnel anglais originaire de Romford, dans l'Essex.
Sa carrière est principalement marquée par une victoire en tournoi classé, à l'Open d'Inde de 2019. Il compte aussi une autre finale d'un tournoi classé, au Masters de Turquie 2022, qu'il a perdu face à Judd Trump, et une finale perdue dans un tournoi mineur, l'Open de Lisbonne 2014.

## Carrière

### Débuts mitigés sur le circuit professionnel (2002-2010)
Matthew Selt commence sa carrière professionnelle lors de la saison 2002-2003. Néanmoins, il ne se qualifie pour aucun des huit tournois classés au programme et se trouve donc relégué dans les rangs amateur à la fin de la saison.
Selt regagne sa place sur le circuit professionnel au début de la saison 2007-2008 et se qualifie pour son premier tournoi lors de l'Open du pays de Galles 2008. Il y est battu au premier tour contre Stuart Bingham, 23e joueur mondial de l'époque.
Malgré des résultats toujours mitigés lors des trois saisons suivantes, Selt parvient quand même à se maintenir dans les rangs professionnels. Il réussit même à progresser de plusieurs places au classement mondial.

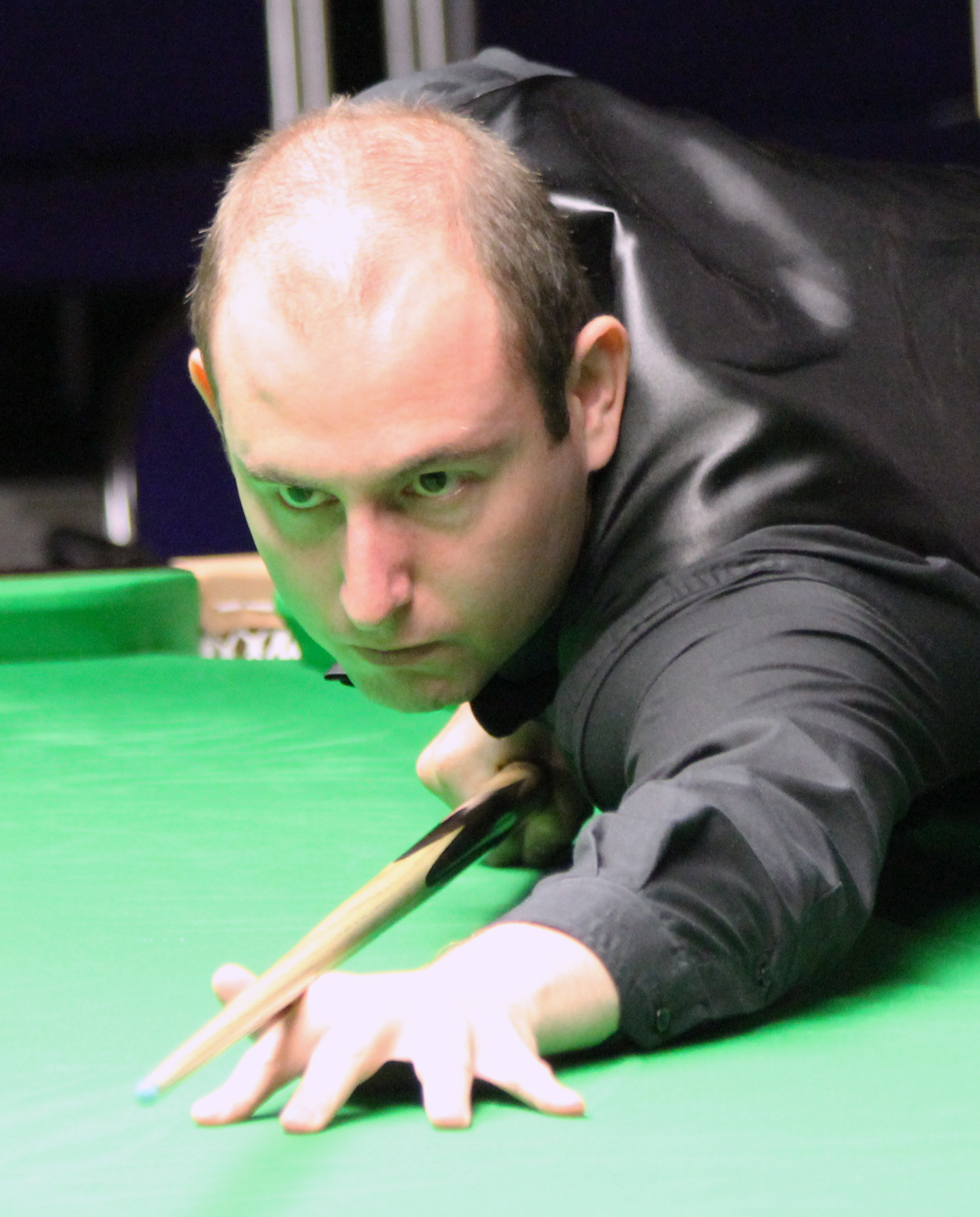
Selt au Classique Paul Hunter en 2012

### Premiers résultats et montée au classement (2011-2018)
Au début de la saison 2011-2012, Selt réalise son premier quart de finale dans un tournoi comptant pour le classement, à l'occasion de l'Open d'Australie. Issu des qualifications, il y bat les anciens champions du monde John Higgins et Stephen Hendry, avant d'être défait par un autre ancien champion du monde en la personne de Shaun Murphy,. En fin d'année 2011, il réussit à se qualifier pour le championnat du Royaume-Uni, où il est balayé dès le premier tour contre Graeme Dott, 6-1.
À l'Open d'Australie 2012, Selt réitère, après des victoires contre Stuart Bingham, vainqueur en 2012, et Ryan Day. Néanmoins, il perd encore au stade des quarts de finale, étant battu par Barry Hawkins. En avril 2013, il réussit à se qualifier au championnat du monde pour la première fois de sa carrière, battant au dernier tour de qualification Ken Doherty, au terme d'une manche décisive (10-9),. Selt s'incline ensuite au premier tour contre Mark Selby (10-4).
Selt réussit une saison convaincante dans les tournois du championnat du circuit des joueurs 2014-2015, disputant notamment sa première finale d'un tournoi du circuit professionnel, ainsi qu'une demi-finale. Sa première finale a lieu à l'Open de Lisbonne, où il élimine sur sa route Graeme Dott, Judd Trump et Barry Hawkins en demi-finale. Il affronte l'Écossais Stephen Maguire en finale et s'incline (4-2). Ces résultats lui permettent de prendre la 10e place au classement général du circuit européen, et donc d'assurer sa place à l'épreuve finale en mars 2015. Selt y réussit encore un bon parcours, atteignant les quarts de finale, où il perd contre Mark Williams (4-3). Cette bonne saison est ponctuée par une nouvelle qualification au championnat du monde, où il est à deux doigts de franchir le premier tour, étant battu d'une manche contre le no 5 du classement mondial Barry Hawkins. Au classement de fin de saison, Selt progresse dans le top 30 mondial pour la première fois.
Avec deux nouveaux quarts de finale lors de la saison suivante, à l'Open d'Australie et au championnat du Royaume-Uni,, Selt continue de progresser dans le classement mondial et pointe à la 25e place à la fin de l'année.
Toutefois, les saisons qui suivent sont pauvres en résultats, si bien qu'il termine l'année 2018 au 59e rang mondial, une place qui menace sérieusement son maintien sur le circuit professionnel. Par ailleurs, Selt remporte en 2016 l'Open d'Haining (tournoi non classé), son premier succès dans un tournoi du circuit professionnel. De plus, il atteint en février 2016 son meilleur classement (20e).

### Premier titre classé (depuis 2019)
Toujours en difficulté pendant la saison 2018-2019, Selt remporte contre toute attente son premier titre classé le 3 mars 2019 à l'Open d'Inde, lui qui n'avait jusqu'alors jamais dépassé le stade des quarts de finale d'un tournoi classé. Si ce tournoi est déserté par la plupart des meilleurs joueurs du monde, Selt élimine tout de même John Higgins en demi-finale et Lü Haotian, révélation de la saison, en finale. Cette victoire inespérée le sauve de la relégation en fin de saison et lui permet même de se rapprocher du top 30 mondial.
Le joueur anglais poursuit sur sa lancée au début de la saison suivante et rejoint la demi-finale au Masters de Riga. Là aussi il profite d'un tableau relativement ouvert, pour finalement s'incliner contre le jeune chinois Yan Bingtao (5-3). Au Masters d'Allemagne, il profite également d'un tableau favorable pour rejoindre les quarts de finale. Selt termine la saison à la 26e place du classement mondial.
À l'Open de Gibraltar 2021, il rejoint la demi-finale d'un tournoi classé pour la troisième fois de sa carrière, éliminant notamment Stephen Hendry qui effectuait son retour à la compétition après presque dix années d'absence, Barry Hawkins et Kyren Wilson. Il est finalement stoppé par Judd Trump. En avril, Selt réussit à se qualifier au championnat du monde pour la troisième fois de sa carrière. Comme en 2015, il s'y incline dès son premier match contre Barry Hawkins.
Après un début de saison timide, Matthew Selt lance véritablement sa campagne lors du championnat du Royaume-Uni, où il parvient à éliminer Judd Trump (6-3) pour se qualifier pour un nouveau huitième de finale à York. La semaine suivante, il est quart de finaliste à l'Open d'Écosse. En mars 2022, Selt réalise de loin la meilleure performance de sa carrière, lorsqu'il parvient à se hisser en finale du Masters de Turquie (tournoi doté à 500 000 £), en éliminant le no 7 mondial Zhao Xintong (5-2), l'expérimenté et dangereux Martin Gould et le Chinois Ding Junhui (6-5), auteur de sept centuries pendant le tournoi. Il perd néanmoins cette finale sur le score de 10-4.

## Palmarès
| Légende | Catégorie                      | Titres                         | Finales                        |
|         | Tournois classés               | 1                              | 1                              |
|         | Tournois classés mineurs       | 0                              | 1                              |
|         | Tournois non classés           | 1                              | 1                              |
| Gras    | Tournois de la triple couronne | Tournois de la triple couronne | Tournois de la triple couronne |

### Titres
| Saison    | Nom du tournoi  | Lieu    | Finaliste   | Score | Tableau |
| 2016-2017 | Open de Haining | Haining | Li Hang     | 5-3   |         |
| 2018-2019 | Open d'Inde     | Cochin  | Lyu Haotian | 5-3   | Tableau |

### Finales
| Saison    | Nom du tournoi                  | Lieu      | Finaliste       | Score | Tableau |
| 2001-2002 | Circuit de la WPBSA (épreuve 6) | Prestatyn | Stuart Bingham  | 4-5   |         |
| 2014-2015 | Open de Lisbonne                | Lisbonne  | Stephen Maguire | 2-4   | Tableau |
| 2021-2022 | Masters de Turquie              | Antalya   | Judd Trump      | 4-10  | Tableau |